# Škofja Loka
Škofja Loka (pronunciat [ˈʃkoːfja ˈloːka]; en alemany: Bischoflack) és una ciutat d'Eslovènia. És el centre econòmic, cultural, educatiu i administratiu del municipi de Škofja Loka, a l'Alta Carniola. Té uns 12.000 habitants.

## Geografia
Škofja Loka es troba a una altitud de 354 metres, a la confluència dels rius Poljane Sora i Selca Sora, en la transició de la plana de Sora cap a les muntanyes de Škofja Loka i les muntanyes de Polhov Gradec. El seu nucli antic s'aixeca sobre terrasses fluvials i comprèn la Plaça Major (Plac) i la Plaça Baixa (Lontrg). En un altiplà sobre la ciutat s'alça el Castell de Loka, que acull el Museu de Loka. Sobre el castell s'eleva el turó de Krancelj (475 metres). Al nord del centre de la ciutat hi ha el turó de Kamnitnik (414 metres), conegut per les seves roques conglomerades. Immediatament al sud de la ciutat hi ha una plana coneguda com Viršk o la plana de Viršk (en eslovè: Virško polje), per on flueix el Poljane Sora abans d'unir-se al Selca Sora. El nom Viršk seria una corrupció de l'alemany Hirsacker 'camp de mill', anomenat així pel mill que s'hi conreava en el passat.

## Història

### Història medieval

Castell de Loka.

L'any 973, el senyoriu de Škofja Loka va ser concedit per l'emperador Otó II als bisbes de Freising, i durant els mil anys següents, la història de la ciutat va estar lligada a la d'aquest distant principat eclesiàstic. Es van construir un castell i una torre sobre la ciutat amb finalitats defensives, que més tard es van convertir en la residència del governador del bisbe. Al segle XI o XII, l'emperador Otó III va concedir als bisbes el dret d'encunyar moneda i cobrar peatges. Škofja Loka va ser mencionada per primera vegada amb drets de mercat l'any 1248 i amb drets de ciutat el 1274.
El segle XIV, la ciutat va ser emmurallada, l'any 1457, el duc Jan Vitovec hi va entrar i la va incendiar i el 1476 va ser atacada pels otomans. També va patir pestes i incendis durant aquest període. S'hi van produir revoltes pageses el 1488, el 1492 i el 1515. El 1511, la ciutat va ser destruïda pel terratrèmol d'Idrija, però aviat va ser reconstruïda gràcies als esforços del bisbe Phillip. El luteranisme es va establir a Škofja Loka l'any 1526. Es van promulgar lleis contra aquesta nova religió i es va convocar un comitè de la Contrareforma al castell el 1601, que va culminar amb la crema de llibres protestants.
Gran part de la ciutat va quedar danyada pels incendis de 1660 i 1698. Les muralles defensives van anar quedant obsoletes i es van eliminar en gran part juntament amb les portes de la ciutat el 1789.

### Era moderna
L'any 1803, el principat-bisbat de Freising va ser mediatitzat durant la Mediatització alemanya, i l'enclavament de Škofja Loka va ser annexat al ducat austríac de Carniola. Škofja Loka va ser la primera ciutat de Carniola a disposar d'enllumenat elèctric, fins i tot abans del terratrèmol de Ljubljana de 1895.

### Segona Guerra Mundial
Škofja Loka va ser ocupada per forces italianes el 13 d'abril de 1941. Les autoritats italianes van ser substituïdes per autoritats alemanyes el 17 d'abril. Els primers ciutadans de la ciutat van ser arrestats per la Gestapo el 6 de maig de 1941 i, en les setmanes següents, 26 famílies van ser deportades a Sèrbia. Els partisans iugoslaus van estar actius a la zona durant tota la guerra. El 9 de febrer de 1944, les forces alemanyes van afusellar 50 ostatges com a venjança per la mort d’un soldat alemany. Els partisans van entrar a la ciutat el 9 de maig de 1945. Després de la guerra, el Castell de Loka es va utilitzar per retenir presoners de guerra i presoners polítics.

#### Fosses comunes
Škofja Loka és el lloc de set fosses comunes conegudes del període immediatament posterior a la Segona Guerra Mundial. Dues fosses comunes addicionals relacionades amb aquestes es troben a la veïna localitat de Vincarje. A més, presoners de guerra van ser enterrats a Gabrovo, Bodovlje, Trnje, Pevno i altres llocs. Un nombre desconegut de presoners de guerra de la Guàrdia Nacional Eslovena, civils eslovens i, possiblement, víctimes d'altres nacionalitats van ser assassinats i enterrats en diversos llocs dins i al voltant del Castell de Loka.

### Postguerra
La ciutat va assumir la propietat del Castell de Loka el 1959. Škofja Loka té un dels centres urbans medievals millor conservats d’Eslovènia, i la ciutat va ser declarada monument nacional el 1987.

## Esglésies
L'església parroquial de Škofja Loka està dedicada a Sant Jaume. Data del segle XV. Altres esglésies de la ciutat estan dedicades a la Immaculada Concepció, a Santa Anna, i a la Mare de Déu dels Dolors. També hi ha una capella dedicada a la Resurrecció al cementiri de la ciutat.

## Cultura

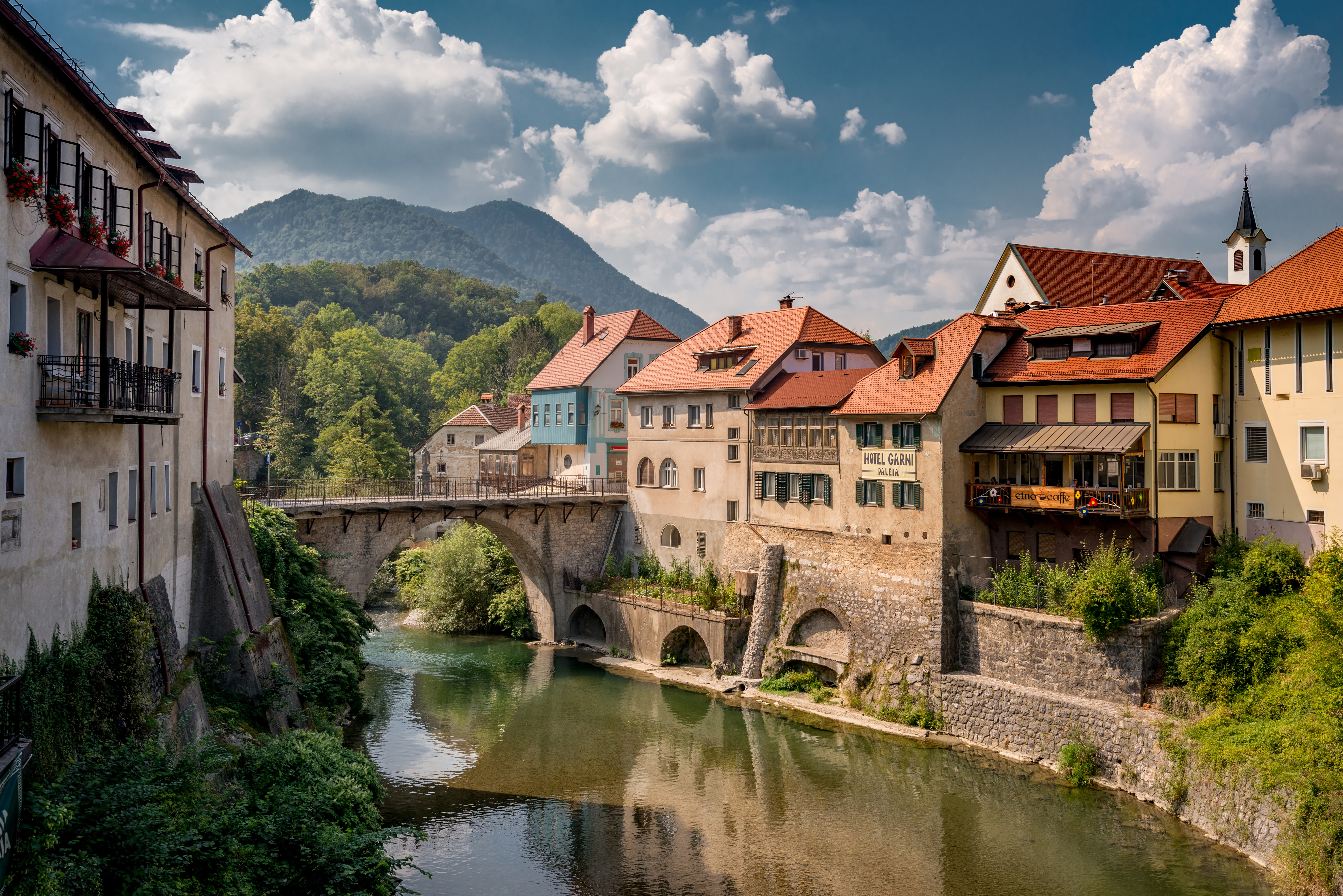
El Pont dels Caputxins (Kapucinski most) damunt del riu Selca Sora.

Škofja Loka és el lloc de naixement del Via Crucis de Škofja Loka (Processio locopolitana en llatí), l'obra teatral més antiga en eslovè. Es tractava d'una processó penitencial de la Passió en forma d'obra teatral, representada cada Divendres Sant fins a l'any 1751. El text en la seva forma actual va ser escrit cap al 1715 pel pare caputxí Romuald (Lovrenc Marusič), basant-se en una tradició més antiga. L'obra presenta el patiment de Jesús. L'any 1999, l'obra va ser recuperada amb actors amateurs. Se'n van fer dues altres representacions el 2000 i el 2009, amb més previstes per al futur.
Des de 1967, la Colònia d'Art Visual Grohar se celebra cada any a Škofja Loka. Abans de 1991, tant la ciutat sèrbia de Smederevska Palanka com la ciutat de Škofja Loka organitzaven les colònies. Després de la dissolució de Iugoslàvia, ambdues són ciutats agermanades.
El monestir caputxí de Škofja Loka, a la Plaça Caputxins (en eslovè: Kapucinski trg) a la part antiga de la ciutat, es va construir entre 1707 i 1713. Conté una biblioteca amb uns 30.000 llibres, entre els quals n'hi ha uns 5.200 d'antiquíssims. Els més destacats, a més del Via Crucis de Škofja Loka, són una còpia de la Bíblia de Jurij Dalmatin (la primera traducció de la Bíblia a l'eslovè, 1584), el Dictionarium quatuor linguarum (el primer diccionari multilingüe de l'eslovè, 1592), dos volums de la Glòria del Ducat de Carniola (una descripció detallada de la zona central d'Eslovènia i Ístria; 1689), algunes còpies del segle XVI de Plató i Aristòtil, i les faules d'Esop, un compendi de Johann Zahn de matemàtiques i història natural de finals del segle XVII, titulat Specula physico-mathematico-historica notabilium ac mirabilium sciendorum (Miralls físico-matemàtico-històrics de les coses notables i meravelloses a conèixer), entre d'altres.